# 홍석민 (축구인)
홍석민(1961년 1월 6일 ~ )은 대한민국의 전직 축구 선수이다. 현역 시절 포지션은 공격수였다.

## 선수 경력
1984시즌을 앞두고 포항제철 돌핀스에 입단했다. 1984년 6월 27일 국민은행 축구단과의 경기에서 K리그 데뷔골을 기록했다.
1985시즌을 앞두고 상무 축구단으로 입대했다.